# Баканеев, Сергей Анатольевич
Серге́й Анато́льевич Бакане́ев (род. 21 февраля 1960, Батальщиковский, Ростовская область) — российский военачальник, генерал-лейтенант (2016). Начальник Михайловской военной артиллерийской академии с 2013 года.

## Биография
Родился 21 февраля 1960 года на хуторе Батальщиковский Ростовской области.
С 1982 года, окончив с отличием Одесское высшее артиллерийское командное ордена Ленина училище имени М. В. Фрунзе, служил командиром взвода, командиром батареи в Группе советских войск в Германии. С 1987 года служил в Забайкальском военном округе; командир дивизиона.
В 1993 году окончил Военную артиллерийскую ордена Ленина Краснознамённую академию имени М. И. Калинина, после чего служил в Приволжском военном округе: начальник штаба полка, командир самоходно-артиллерийского полка, командир артиллерийской бригады.
В 2003 году окончил Военную академию Генерального штаба Вооружённых Сил Российской Федерации. Служил в Дальневосточном и Восточном военных округах: заместитель, начальник штаба — первый заместитель начальника ракетных войск и артиллерии ДВО, командир отдельной мотострелковой бригады. С 2011 года — начальник ракетных войск и артиллерии Восточного военного округа. Генерал-майор (13.12.2012).
С декабря 2013 года — начальник Михайловской военной артиллерийской академии. Генерал-лейтенант (12.12.2016).
Кандидат военных наук. Член Совета ректоров вузов Санкт-Петербурга.
В 2014 году баллотировался на муниципальных выборах — по Финляндскому муниципальному округу Санкт-Петербурга.

## Награды
- Орден «За заслуги перед Отечеством» 4 степени с мечами,
- Орден «За военные заслуги»[1][2],
- Орден Почёта[1],
- Медаль «За боевые заслуги»,
- Медаль «70 лет Вооружённых Сил СССР»,
- Медаль «За воинскую доблесть» 2 степени,
- Медаль «За укрепление боевого содружества»,
- Медаль «За отличие в военной службе» 1, 2 степеней,
- Медаль «200 лет Министерству обороны»,
- Медаль «За участие в военном параде в День Победы»,
- Медаль «Генерал армии Маргелов»,
- Медаль «За отличие в службе в Сухопутных войсках»,
- Медаль «За безупречную службу»» 3 степени,
- Заслуженный военный специалист Российской Федерации[2].